# Калинівка (Бурятія)
Калинівка (рос. Калиновка) — улус Мухоршибірського району, Бурятії Росії. Входить до складу Сільського поселення Калинівського.
Населення —  410 осіб (2015 рік). 